# 杉杉集団
杉杉集団（シャンシャンしゅうだん）は繊維事業を起源とし、現在は資源・エネルギー、電子部品、食糧、金融、不動産へ事業カテゴリーを拡大中の中国有数の複合企業グループ。リチウム電池素材の開発投資事業から病院経営まで多様なビジネスを展開している総合会社に成長している。
グループ企業は約60社で、そのうち上場している企業は7社。

## 沿革
- 1989年 - 中国の寧波で設立[2]。
- 1996年 - 中国の衣料業界で初めて上場を果たす。
- 2001年 - 伊藤忠商事株式会社、フォーラル社（イタリア）と３社合弁で紳士重衣料の製造販売会社「ジック・ガーメント（ニンポウ）」を設立。イタリアンメンズスーツ「マルコアザーリ」の内販事業に着手。
- 2004年 - 伊藤忠商事と合弁会社「レノマ（ニンポウ）アパレル」を設立。「レノマ・パリス」ブランドの中国展開を開始する[3]。
- 2004年 - デサント、伊藤忠と、合弁企業の寧波ルコック服飾有限公司を設立。「ルコックスポルティフ」ブランドを中国展開する[4]。
- 2005年 - ダイトウボウ株式会社と共同で、寧波杉京服飾有限公司を設立。メンズクロージングの生産体制を確立[5]。
- 2009年 - 伊藤忠商事が株式取得を実施。この株式取得により伊藤忠の持分法適用会社（出資比率28%）となる[6]。
- 2010年 - 伊藤忠商事と戸田工業株式会社が杉杉の子会社の湖南杉杉新材料有限公司に共同出資を行う[7]。この子会社はリチウムイオン電池の正極材製造分野では中国トップクラスとなっている。
- 2011年 - 伊藤忠商事、三井不動産株式会社らと杉井アウトレット広場・寧波（中国語: 杉井奥特莱斯広場）をオープン[8]。２０１７年時点で鄭州や南昌、ハルピンを含めて中国国内に6カ所の杉井アウトレットがあり、2020年までにあと４カ所オープンする予定。
- 2017年 - 杉杉医療投資管理（上海）の日本における窓口として、日本法人「杉杉医療投資管理日本株式会社」[9]を設立。中国国外初の現地法人となる。
- 2018年 - 中国企業連合会と中国企業家協会が2018年中国トップ500企業サミットフォーラムにて発表した「中国企業トップ500」の371位に名を連ねる[10]。
- 2020年６月 - 韓国LG化学の液晶パネル向けの偏光板事業を11億ドル（約1200億円）で購入することを発表[11]。
- 2025年2月·再建型の法的整理「破産重責」に入った。